# ФК Будућност Подгорица
Фудбалски клуб Будућност Подгорица је фудбалски клуб из Подгорице и део СД Будућност Подгорица. Такмичи се у Првој лиги Црне Горе.

## Историја
Клуб је основан 1925. У 1946. био је једини клуб из Црне Горе који игра у Првој лиги. Боје клуба су плаво-бела и плава.
Највеће успехе клуб је постигао за време СФРЈ, када је два пута играо финале југословенског купа, 1965. када је изгубио од Динама из Загреба са 2:1 и 1977. када је после продужетака изгубио од Хајдука из Сплита резултатом 2:0. Најпознатији играчи из Будућности били су Предраг Мијатовић, Дејан Савићевић и Бранко Брновић, који су имали веома успешне каријере током 1990-их.
Будућност је играла два пута у Рапан купу 1981. када је била прва у својој групи и 1985. Такође је играла у Балканском купу 1990/91 где је у финалу изгубила од Интера из Сибиња у две утакмице резултатом 0:0 и 0:1 после елиминације Галатасараја у претходном колу. Године 2005. клуб је учествовао у Интертото купу где се састао са са Валетом и Депортивом из Коруње.
Као представник Црне Горе 2007. је играла у УЕФА купу, где је у првом колу предтакмичења изгубила од Хајдука из Сплита резултатом 1:1 и 0:1.

## Навијачи
Навијачи Будућности називају се Варвари. Прва организована група навијача у Подгорици појавила се 1987. Од тада креће историја Варвара, једине навијачке групације у Црној Гори. У почетку бројност је била до 500 људи, тада када се развијао дух навијања у Титограду. Варвари су убрзо постали хомогена и снажна група. Садашња екипа Варвара практично поново оснива групу у јуну 1994. Мераклије Ниш су потврдиле побратимство са Варварима које датира још из доба СФРЈ. За домаће утакмице ФК Будућност Подгорица, Варвари заузимају сјеверне трибине на градском стадиону у Подгорици. Имају и резервисану трибину Спортском центру Морача, као навијачи КК Будућност. Од свог оснивања Варвари је стекао репутацију насилне групе, а у новијој историји изазвали су неке од највећих несрећа које су се догодиле на фудбалским утакмицама. На утакмици Прве лиге 2004-05 Будућност — Партизан Београд, са севера су бацали бакље, блокови, грађевински материјали и слични предмети, а утакмица је прекинута на 15 минута. Следеће године, домаћи меч против Црвене звезде био је суспендован на два сата након што су навијачи (Варвари) попрскали сузавац на терену и након тога напали ултрас. У пролеће 2006. године, на локалном супарничком мечу Будућност — Зета, дошло је до насиља у гомили. У Црногорској првој лиги, бројни мечеви ФК Будућности обустављени су због насиља или гужве публике на терену. Током последњих сезона дошло је до ескалације насиља на црногорским Дерби играма. Они су најбоље организована и највећа навијачка група у Црној Гори. Према многима са Балкана они су једини навијачи у Црној Гори који су на нивоу највећих навијачких група из бивше Југославије.

## Стадион
ФК Будућност своје утакмице игра као домаћин на Стадиону под Горицом у Подгорици. Стадион је је пре реконструкције имао капацитет 7000 гледалаца, али је проширен на 17.000 гледалаца. Највећи је стадион у Црној Гори и један од два стадиона у на која имају УЕФА лиценцу за играње међународних утакмица. Поред Будућности на стадиону игра и Фудбалска репрезентација Црне Горе своје утакмице.

## Успеси
| Такмичење                 | Такмичење                 | Број                      | Година                                                                           |                           |                           |
| Национална такмичења — 12 | Национална такмичења — 12 | Национална такмичења — 12 | Национална такмичења — 12                                                        | Национална такмичења — 12 | Национална такмичења — 12 |
| Национално првенство — 7  | Национално првенство — 7  | Национално првенство — 7  | Национално првенство — 7                                                         | Национално првенство — 7  | Национално првенство — 7  |
| ------------------------- | ------------------------- | ------------------------- | -------------------------------------------------------------------------------- | ------------------------- | ------------------------- |
| Првенство Црне Горе       | Првак                     | 7                         | 2007/08, 2011/12, 2016/17, 2019/20, 2020/21, 2022/23, 2024/25.                   |                           |                           |
| Првенство Црне Горе       | Други                     | 9                         | 2006/07, 2008/09, 2009/10, 2010/11, 2012/13, 2015/16, 2017/18, 2018/19, 2021/22. |                           |                           |
| Национални куп — 5        |                           |                           |                                                                                  |                           |                           |
| Куп Југославије           | Освајач                   | 0                         | /                                                                                |                           |                           |
| Куп Југославије           | Финалиста                 | 2                         | 1964/65, 1976/77.                                                                |                           |                           |
| Куп Црне Горе             | Освајач                   | 5                         | 2012/13, 2018/19, 2020/21, 2021/22, 2023/24.                                     |                           |                           |
| Куп Црне Горе             | Финалиста                 | 3                         | 2007/08, 2009/10, 2015/16.                                                       |                           |                           |
| Регионална такмичења      |                           |                           |                                                                                  |                           |                           |
| Балкански куп             | Освајач                   | 0                         | /                                                                                |                           |                           |
| Балкански куп             | Финалиста                 | 1                         | 1990/91.                                                                         |                           |                           |

## Будућност у европским такмичењима
| Сезона   | Такмичење         | Коло         | Клуб                | Дом. | Гост | Укупан резултат |
| -------- | ----------------- | ------------ | ------------------- | ---- | ---- | --------------- |
| 1995.    | Интертото куп     | Група 7      | Тервис Пјарну       |      | 3:1  | 4.              |
| 1995.    | Интертото куп     | Група 7      | Неа Саламина        | 1:1  |      | 4.              |
| 1995.    | Интертото куп     | Група 7      | Бајер Леверкузен    |      | 0:3  | 4.              |
| 1995.    | Интертото куп     | Група 7      | ОФИ Крит            | 3:4  |      | 4.              |
| 2005.    | Интертото куп     | 1. коло      | Валета              | 2:2  | 5:0  | 7:2             |
| 2005.    | Интертото куп     | 2. коло      | Депортиво ла Коруња | 2:1  | 0:3  | 2:4             |
| 2007/08. | УЕФА куп          | 1. коло кв.  | Хајдук Сплит        | 1:1  | 0:1  | 1:2             |
| 2008/09. | Лига шампиона     | 1. коло кв.  | Тампере јунајтед    | 1:1  | 1:2  | 2:3             |
| 2009/10. | Лига Европе       | 1 коло кв.   | Полонија Варшава    | 0:2  | 1:0  | 1:2             |
| 2010/11. | Лига Европе       | 2. коло кв.  | Баку                | 1:2  | 3:0  | 4:2             |
| 2010/11. | Лига Европе       | 3. коло кв.  | Брондби             | 1:2  | 0:1  | 1:3             |
| 2011/12. | Лига Европе       | 1. коло кв.  | Фламуртари          | 1:3  | 2:1  | 3:4             |
| 2012/13. | Лига шампиона     | 2. коло кв.  | Сласк Вроцлав       | 0:2  | 1:0  | 1:2             |
| 2014/15. | Лига Европе       | 1. коло кв.  | Фолгоре             | 3:0  | 2:1  | 5:1             |
| 2014/15. | Лига Европе       | 2. коло кв.  | Омонија             | 0:2  | 0:0  | 0:2             |
| 2015/16. | Лига Европе       | 1. коло кв.  | Спартакс Јурмала    | 1:3  | 0:0  | 3:1             |
| 2016/17. | Лига Европе       | 1. коло кв.  | Работнички          | 1:0  | 1:1  | 5:1             |
| 2016/17. | Лига Европе       | 2. коло кв.  | Генк                | 2:0  | 0:2  | 2:2 (2:4 пен)   |
| 2017/18. | Лига шампиона     | 2. коло кв.  | Партизан            | 0:0  | 0:2  | 0:2             |
| 2018/19. | Лига Европе       | 1. коло кв.  | Тренчин             | 0:2  | 1:1  | 1:3             |
| 2019/20. | Лига Европе       | 1. коло кв.  | Нарва Транс         | 4:1  | 2:0  | 6:1             |
| 2020/21. | Лига шампиона     | 1. коло кв.  | Лудогорец           | 1:3  | —    | 1:3             |
| 2020/21. | Лига Европе       | 2. коло кв.  | Астана              | —    | 1:0  | 1:0             |
| 2020/21. | Лига Европе       | 3. коло кв.  | Сарајево            | —    | 1:2  | 1:2             |
| 2021/22. | Лига шампиона     | 1. коло кв.  | Хелсинки            | 0:4  | 1:3  | 1:7             |
| 2021/22. | Лига Европе       | 2. коло кв.  | Хавнар Болтфелаг    | 0:2  | 0:4  | 0:6             |
| 2022/23. | Лига конференције | 1. коло кв.  | Лапи                | 2:0  | 2:2  | 4:2             |
| 2022/23. | Лига конференције | 2. коло кв.  | Брејдаблик          | 2:1  | 0:2  | 2:3             |
| 2023/24  | Лига шампиона     | Прелиминарна | Атлетик Ескалдес    | 3:0  | 3:0  | 3:0             |
| 2023/24  | Лига шампиона     | Прелиминарна | Брејдаблик          | 0:5  | 0:5  | 0:5             |
| 2023/24  | Лига конференције | 2. коло кв.  | Струга              | 3:4  | 0:1  | 3:5             |
| 2024/25. | Лига конференције | 1. коло кв.  | Малишево            | 3:0  | 0:1  | 3:1             |
| 2024/25. | Лига конференције | 2. коло кв.  | ЦСКА 1948 Софија    | 1:0  | 0:1  | 1:2 (пр)        |
| 2025/26. | Лига шампиона     | 1. коло кв.  | Ноа                 | 2:2  | 0:1  | 2:3             |
| 2025/26. | Лига конференције | 2. коло кв.  | Милсами             | 0:0  | 1:2  | 1:2             |

### Збирни европски резултати
| Такмичење                   | Број сезона | Прва сезона | Последња сезона | Од. | П  | Н  | И  | ГР    |
| --------------------------- | ----------- | ----------- | --------------- | --- | -- | -- | -- | ----- |
| УЕФА Лига шампиона          | 3           | 2008/09     | 2017/18         | 6   | 1  | 2  | 3  | 3:7   |
| Куп УЕФА / УЕФА Лига Европе | 8           | 2007/08     | 2016/17         | 22  | 7  | 5  | 10 | 21:25 |
| Интертото куп               | 3           | 1981        | 2005            | 14  | 6  | 4  | 4  | 28:22 |
| Укупно                      | 14 сезона   | 14 сезона   | 14 сезона       | 42  | 14 | 11 | 17 | 52:54 |

## Резултати у такмичењима у Црној Гори
| Сезона   | Ранг | Лига      | Бр.екипа | Позиција | Куп           |
| -------- | ---- | --------- | -------- | -------- | ------------- |
| 2006/07. | 1    | Прва лига | 12       | 2. место | Осмина финала |
| 2007/08. | 1    | Прва лига | 12       | 1. место | Финале        |
| 2008/09. | 1    | Прва лига | 12       | 2. место | Полуфинале    |
| 2009/10. | 1    | Прва лига | 12       | 2. место | Финале        |
| 2010/11. | 1    | Прва лига | 12       | 2. место | Четвртфинале  |
| 2011/12. | 1    | Прва лига | 12       | 1. место | Осмина финала |
| 2012/13. | 1    | Прва лига | 12       | 2. место | Победник      |
| 2013/14. | 1    | Прва лига | 12       | 4. место | Осмина финала |
| 2014/15. | 1    | Прва лига | 12       | 3. место | Полуфинале    |
| 2015/16. | 1    | Прва лига | 12       | 2. место | Финале        |
| 2016/17. | 1    | Прва лига | 12       | 1. место | Четвртфинале  |
| 2017/18. | 1    | Прва лига | 10       | 2. место | Полуфинале    |
| 2018/19. | 1    | Прва лига | 10       | 2. место | Победник      |
| 2019/20. | 1    | Прва лига | 10       | 1. место | Прекинуто     |
| 2020/21. | 1    | Прва лига | 10       | 1. место | Победник      |
| 2021/22. | 1    | Прва лига | 10       | 2. место | Победник      |
| 2022/23. | 1    | Прва лига | 10       | 1. место | Осмина финала |
| 2023/24. | 1    | Прва лига | 10       | 3. место | Победник      |
| 2024/25. | 1    | Прва лига | 10       | 1. место | Четвртфинале  |

## Пласмани у лиги СФРЈ и СРЈ
| Сезона   | Лига          | Пласман |
| -------- | ------------- | ------- |
| 1986/87. | Прва лига     | 7.      |
| 1987/88. | Прва лига     | 7.      |
| 1988/89. | Прва лига     | 14.     |
| 1989/90. | Прва лига     | 10.     |
| 1990/91. | Прва лига     | 17.     |
| 1991/92. | Прва лига     | 12.     |
| 1992/93. | Прва лига     | 8.      |
| 1994/95. | Прва 'Б' лига | 1.      |
| 1995/96. | Прва 'Б' лига | 4.      |
| 1996/97. | Прва лига     | 10.     |
| 1997/98. | Прва лига     | 8.      |
| 1998/99. | Прва лига     | 13.     |
| 1999/00. | Прва лига     | 12.     |
| 2000/01. | Прва лига     | 15.     |
| 2001/02. | Друга лига    | 2.      |
| 2002/03. | Друга лига    | 3.      |
| 2003/04. | Друга лига    | 1.      |
| 2004/05. | Прва лига     | 6.      |
| 2005/06. | Прва лига     | 14.     |

## Играчи Будућности у националним селекцијама
- Предраг Мијатовић // (Н) 78 28 гол.
- Дејан Савићевић / (Н) 56 19 гол.
- Ниша Савељић  (О) 32 1 гол
- Бранко Брновић / (С) 27 3 гола
- Драгољуб Брновић  (О) 26 1 гол.